# Alice Östlund
Alice Viola Östlund, född Olsson den 8 december 1906 i Jättendals socken i Hälsingland, död 28 mars 2018 i Trollhättan, Västergötland, var från 26 maj 2017, då den fem månader äldre Nanny Halvardsson avled,  fram till sin egen död följande år, Sveriges äldsta kända levande person. Efter att danskan Ellen Brandenborg gått bort den 22 juli 2017, så blev Alice Östlund även Skandinaviens äldsta person. Hon var den senaste av endast åtta kända svenskar som levt till minst 111 års ålder. Östlund levde i 111 år och 110 dagar.
Östlund föddes 1906 i Jättendals socken, som äldsta dotter till Lars August Olsson (född 1878) och Beda Kristina Wallman (född 1886)., Hon hade två yngre bröder. Fadern var snickare vid Inlandsbanan, och familjen flyttade dit det fanns arbete.
Hon medverkade första gången i radio år 2007 när hon var 101 år. Östlund drabbades sommaren 2013, vid 106 års ålder, av en stroke, som hon dock återhämtade sig från. Alice Östlund avled natten mellan den 27 och 28 mars 2018 på ett äldreboende i Trollhättan.